# Scelolyperus ratulus
Scelolyperus ratulus är en skalbaggsart som beskrevs av Wilcox 1965. Scelolyperus ratulus ingår i släktet Scelolyperus och familjen bladbaggar. Inga underarter finns listade i Catalogue of Life.